# Académie d'architecture de Berlin
Pour les articles homonymes, voir Académie d'architecture (homonymie).
 (février 2016).
Si vous disposez d'ouvrages ou d'articles de référence ou si vous connaissez des sites web de qualité traitant du thème abordé ici, merci de compléter l'article en donnant les références utiles à sa vérifiabilité et en les liant à la section « Notes et références ».
L'Académie d'architecture de Berlin (en allemand : Berliner Bauakademie ou Schinkelsche Bauakademie) est une ancienne grande école d'architecture située dans le quartier de Berlin-Mitte à Berlin, fondée le 18 mars 1799 par Frédéric-Guillaume III de Prusse. Installée dans un bâtiment emblématique conçu par Karl Friedrich Schinkel entre 1832 et 1836, elle est considérée comme un jalon de l'architecture moderne en raison de son utilisation novatrice de la brique rouge et de sa structure fonctionnelle. Détruite en 1962 après avoir été gravement endommagée pendant la Seconde Guerre mondiale, elle fait l'objet de projets de reconstruction depuis la réunification allemande. Depuis 1er avril 1879, l'Académie d'architecture était intégrée à l'université technique de Berlin.

## Historique

### Fondation et premières années
L'Académie d'architecture est créée en 1799 sous l'impulsion de Frédéric-Guillaume III de Prusse pour former des architectes et ingénieurs capables de répondre aux besoins de la Prusse. Initialement rattachée à l'Académie des arts de Berlin, elle s'en détache pour devenir une institution indépendante, marquant une transition vers une approche plus technique et scientifique de l'architecture. Elle s'installe d'abord provisoirement le long du boulevard Unter den Linden, puis à l'Hôtel de la Monnaie de Berlin (de) (1800) et dans une maison à l'angle de la Zimmerstraße et de la Charlottenstraße (1806).

### Le bâtiment de Schinkel
En 1832-1836, l'Académie s'établit dans un bâtiment conçu par Karl Friedrich Schinkel sur le site de l'ancien Alter Packhof, entre le Kupfergraben et l'église de Friedrichswerder. Ce bâtiment, réalisé sous la direction d'Emil Flaminius, est un carré de 60 mètres de côté, avec quatre façades identiques en briques rouges ornées de motifs en terre cuite. Chaque façade est divisée en huit travées par neuf pilastres, avec des fenêtres en forme de triforium soutenues par des colonnes. L'attique s'inspire du style néogothique de l'église voisine de Friedrichswerder, également conçue par Schinkel.
Le rez-de-chaussée abrite des ateliers et boutiques, tandis que les étages supérieurs accueillent des salles d'étude, une bibliothèque, les bureaux de l'Académie et ceux de Schinkel. Après sa mort en 1841, son appartement est transformé en un musée dédié à ses œuvres (1844-1873), aujourd'hui situé dans l'église de Friedrichswerder.

### Évolution et fusion
À partir de 1er avril 1879, l'Académie fusionne avec la Gewerbeakademie pour former la Technische Hochschule Charlottenburg, précurseur de l'université technique de Berlin. Le bâtiment cesse alors de servir d'école d'architecture en 1884. Il accueille ensuite diverses institutions, notamment la Königlich Preußische Messbild-Anstalt (1885-1933), pionnière de la photogrammétrie, ainsi que l'institut météorologique de l'université de Berlin et, sous la République de Weimar, la Deutsche Hochschule für Politik (1920-1933).

### Destruction et après-guerre
Le bâtiment est gravement endommagé par les bombardements alliés en février 1945. Malgré un début de reconstruction dans les années 1950 pour accueillir la Deutsche Bauakademie de la RDA, il est démoli en 1962 pour laisser place au ministère des Affaires étrangères de la République démocratique allemande. Ce dernier est à son tour démoli en 1995 après la réunification allemande.

### Projets de reconstruction
Depuis les années 1990, des initiatives visent à reconstruire l'Académie, notamment sous l'égide du Förderverein Bauakademie. En 2004-2019, des façades temporaires en bâches sont installées sur le site. En 11 novembre 2016, le Bundestag vote un budget de 62 millions d'euros pour une reconstruction fidèle, confiée à la Bundesstiftung Bauakademie créée en 2019. Le bâtiment doit devenir un centre dédié à l'architecture durable, au développement urbain et aux technologies du bâtiment. Un concours d'architecture est prévu pour 2025.

## Architecture et signification
Le bâtiment de Schinkel est reconnu comme un prototype de l'architecture moderne, avec sa structure fonctionnelle, son usage de la brique apparente et son esthétique épurée. Considéré comme un « squelette architectural » par l'historien Jörg Trempler, il anticipe les principes du modernisme. Sa façade en briques rouges, ses motifs en terre cuite et son plan rigoureux en font un symbole de l'innovation architecturale du XIXe siècle. Selon Friedrich Adler, Schinkel a relancé le style du backsteinbau (construction en briques) propre à la région de Brandebourg, donnant à l'Académie une originalité intemporelle.

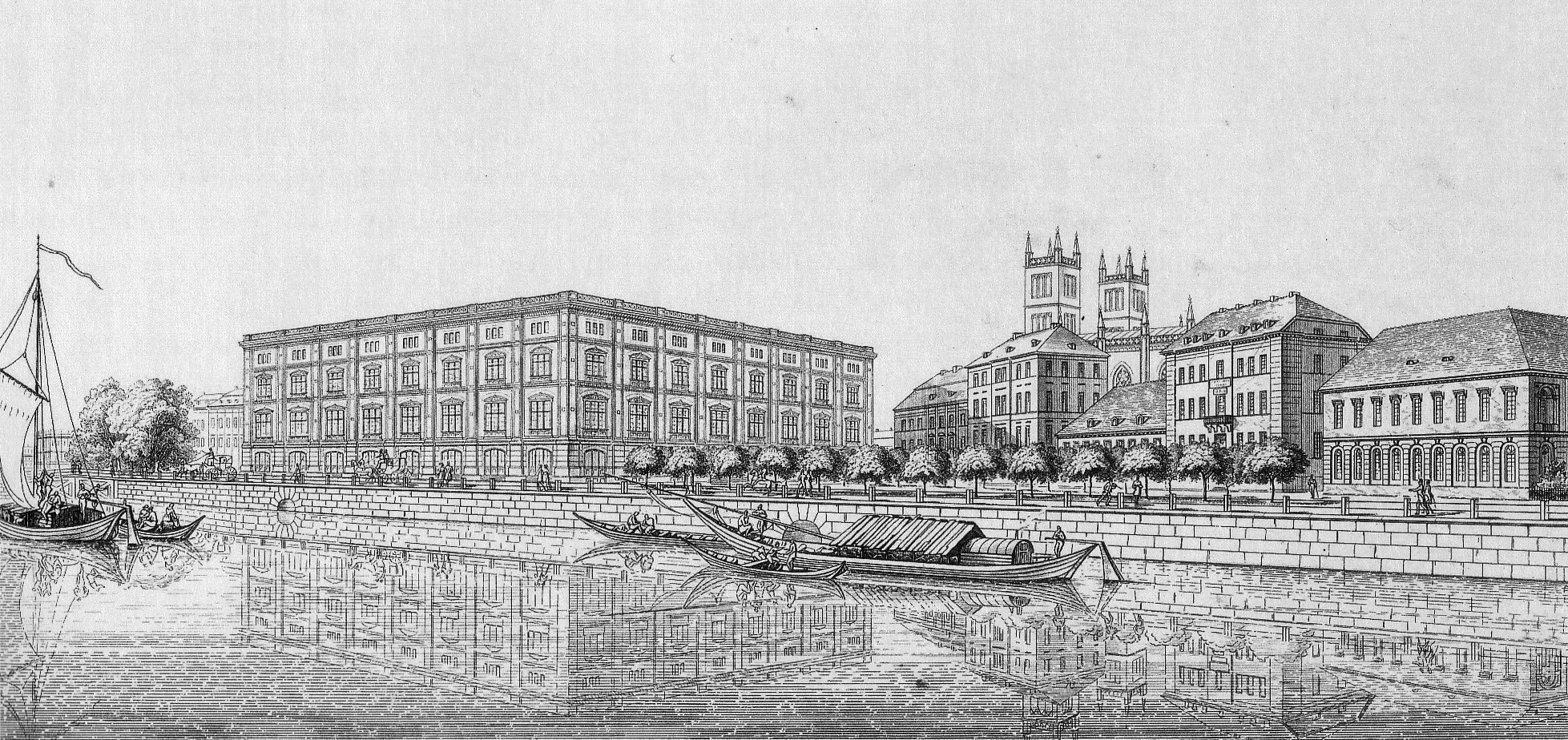
Gravure du projet de Schinkel, 1831.
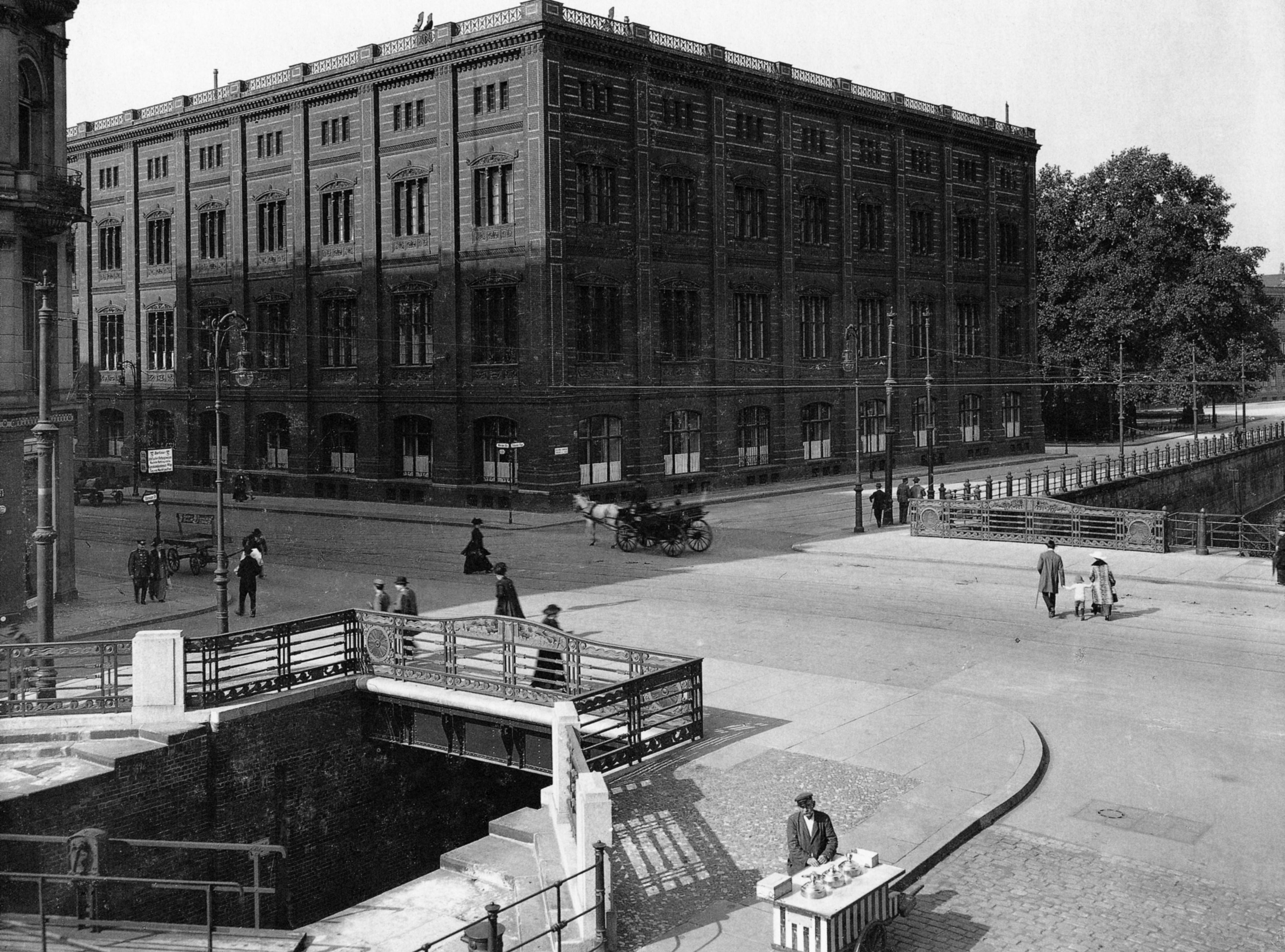
Arrière de l'académie en 1915.
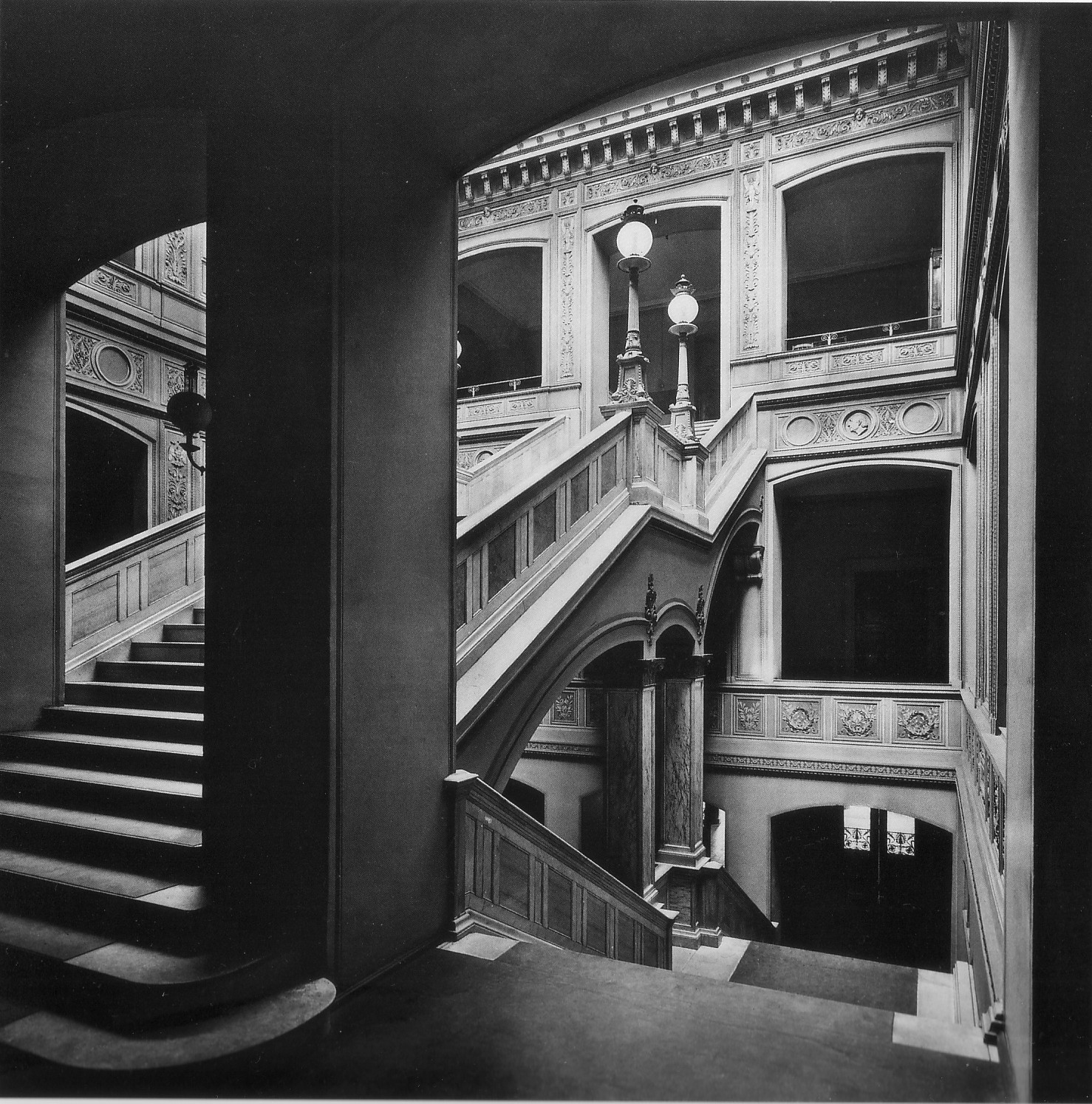
Escalier d'honneur, 1911.
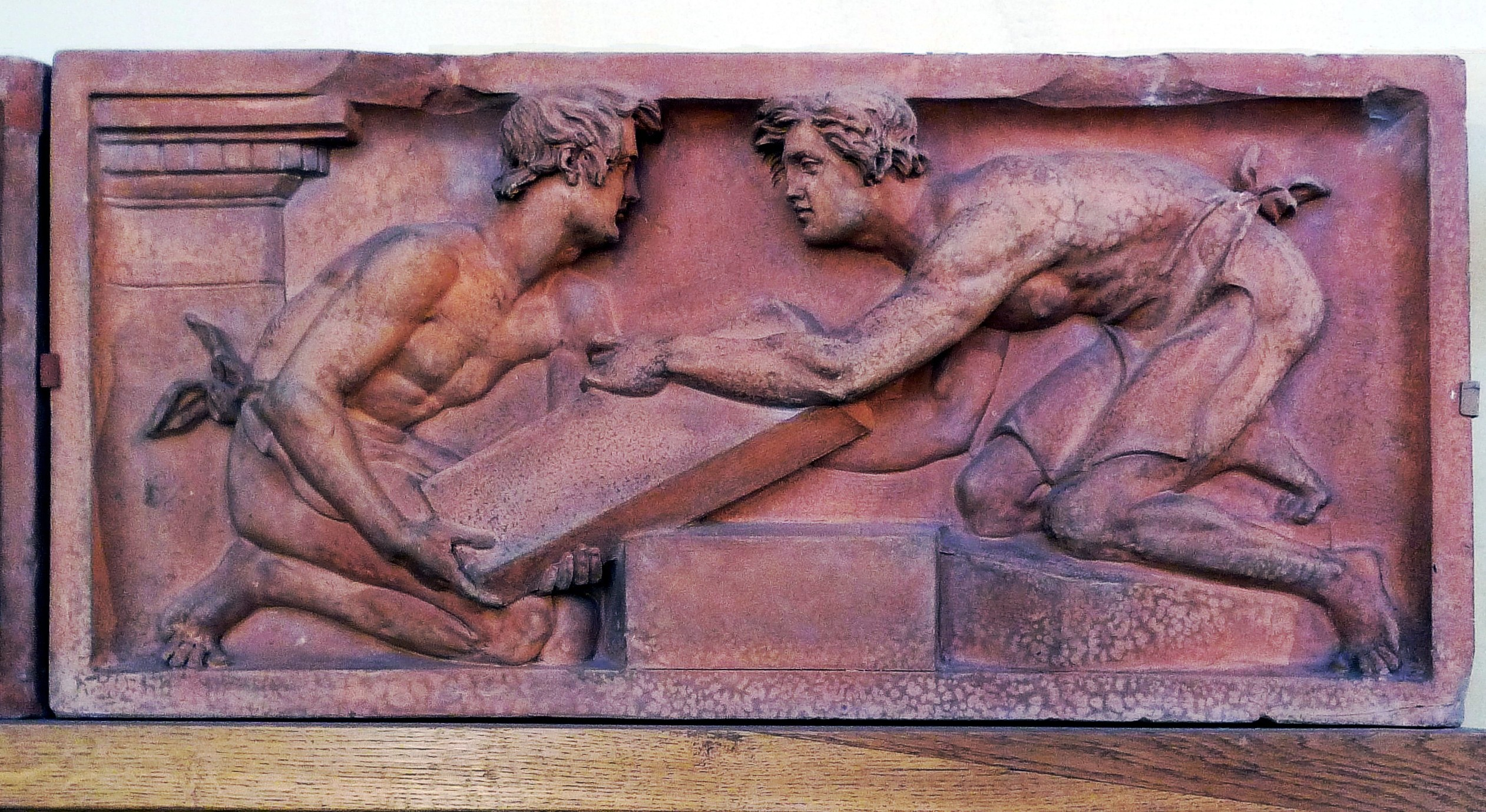
Bas-relief en terre cuite de la façade.
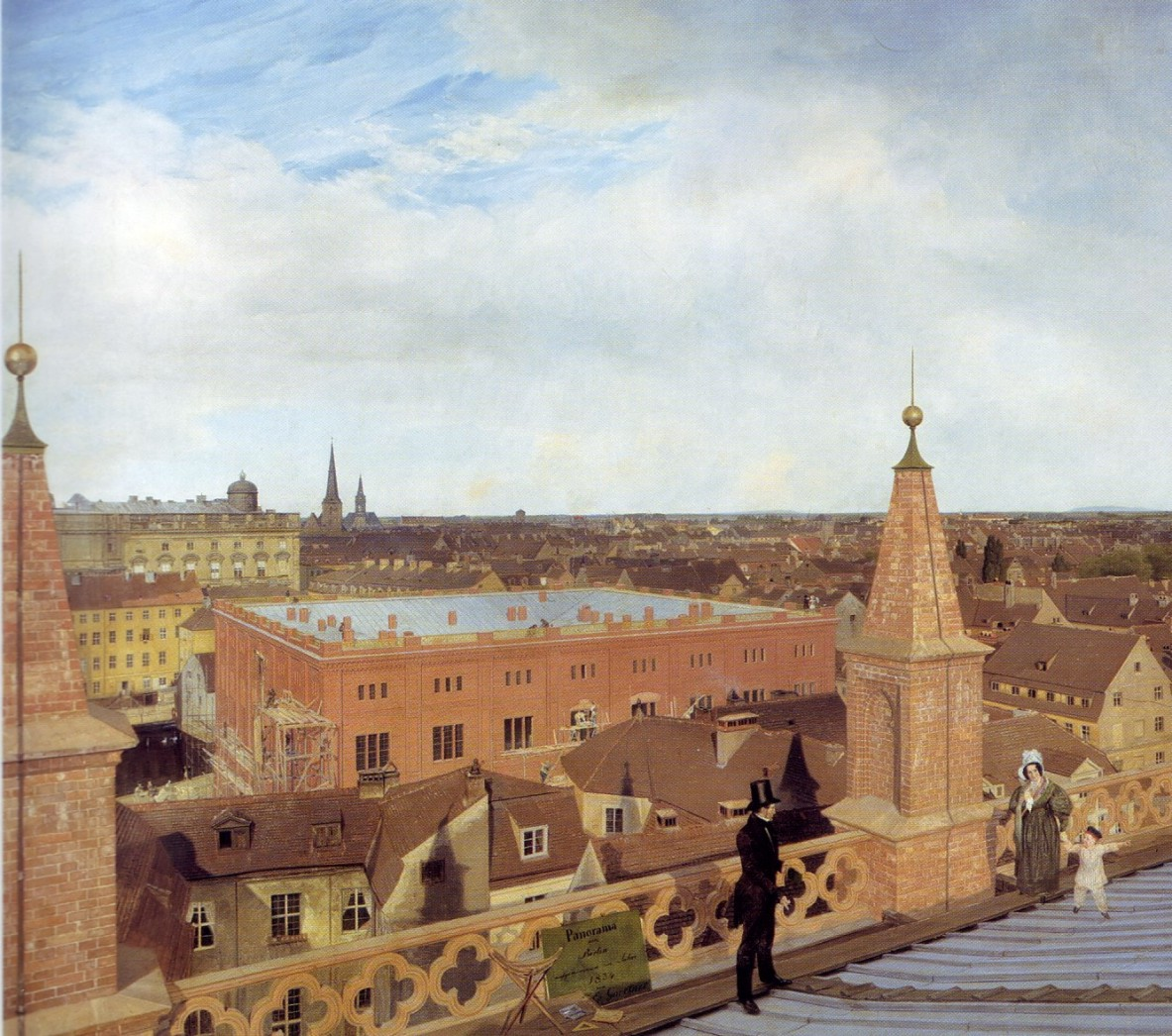
Vue depuis l'église de Friedrichswerder par Eduard Gärtner, 1868.
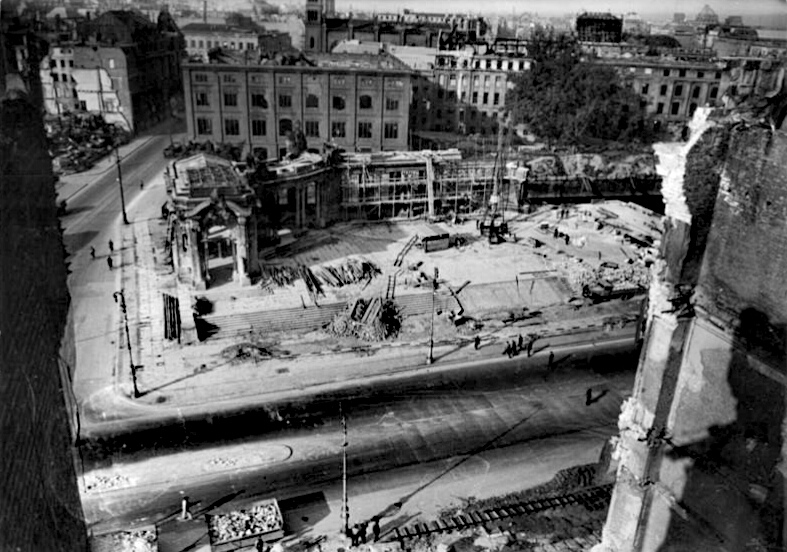
Ruines de l'académie derrière le château de Berlin, 1950.
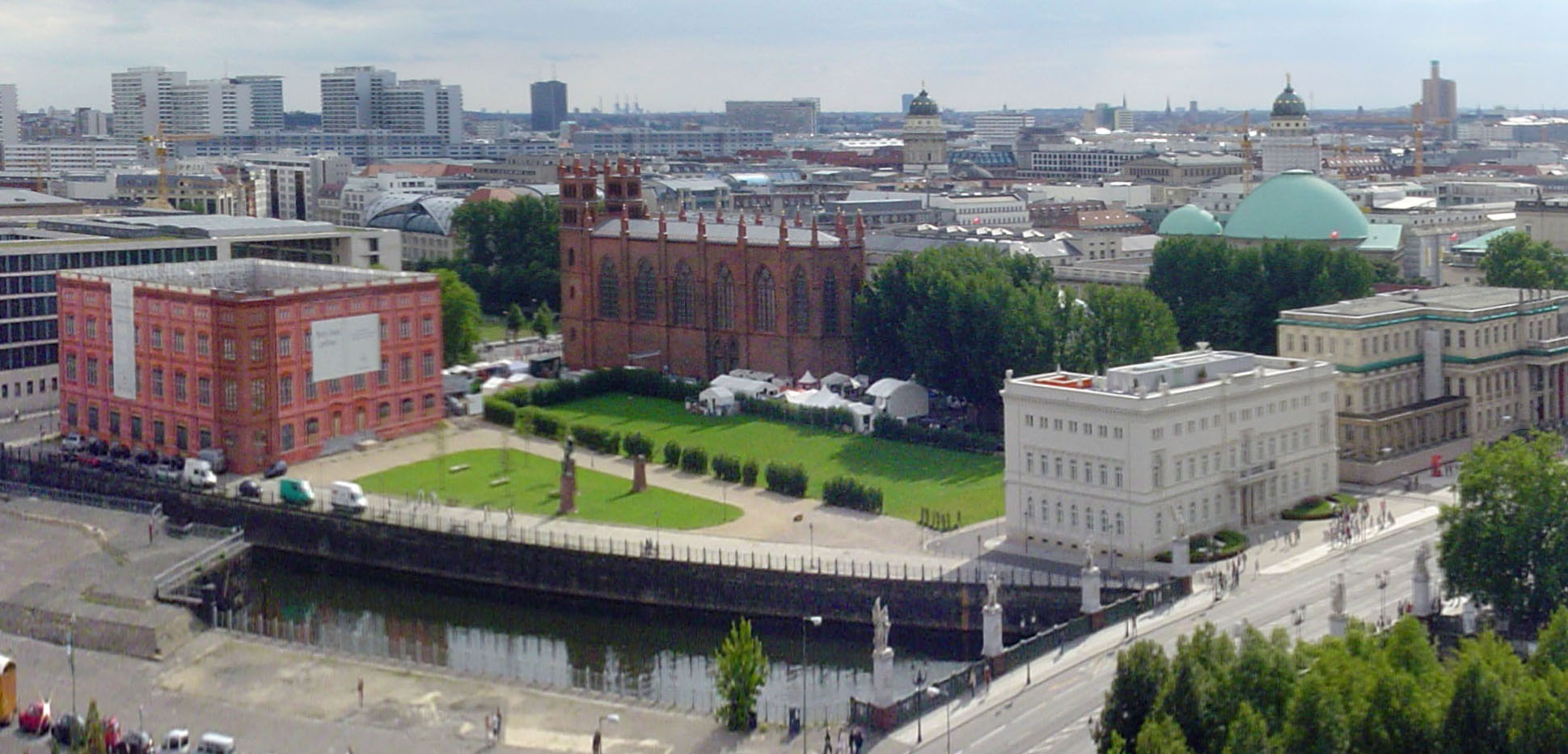
Fausses façades à la Schinkelplatz, 2008.